# Eosia digennaroi
Eosia digennaroi is een vlinder uit de familie nachtpauwogen (Saturniidae). De wetenschappelijke naam van deze soort is voor het eerst geldig gepubliceerd in 2008 door Bouyer.
De soort komt voor in tropisch Afrika.